# Charles-Louis Verboeckhoven
Charles-Louis Verboeckhoven (Waasten, 5 februari 1802 (of 14 Ventôse X) –Brussel, 25 september 1889) was een Belgisch marineschilder uit de romantiek.

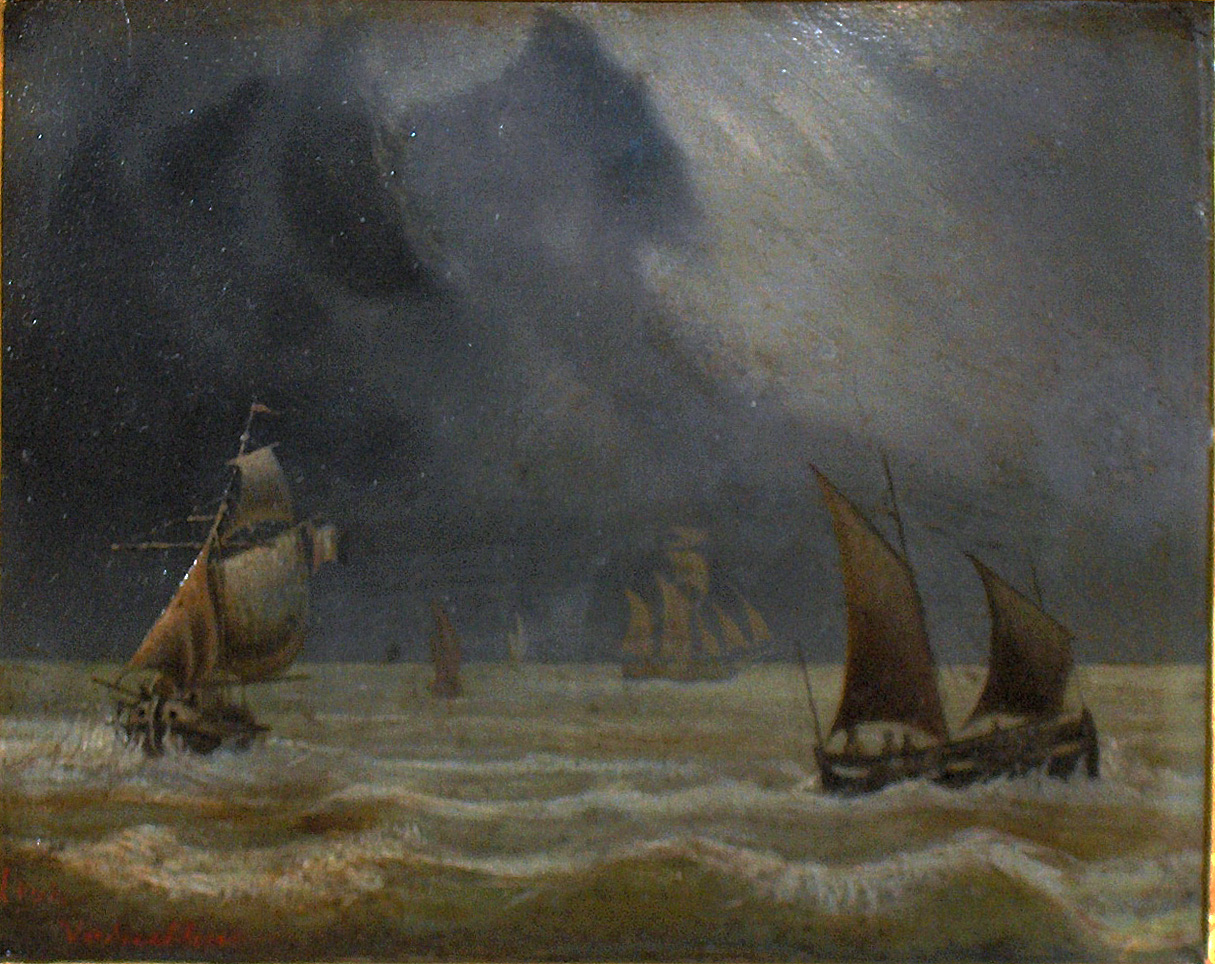
Marine

## Genealogie
Hij was de zoon van beeldhouwer Barthélemy Verboeckhoven (1759-1840) en van Jeanne-Thérèse Six. Zijn oudere broer was de dierenschilder Eugène Verboeckhoven (1798-1881). Hij huwde Angeline Monté, bij wie hij een zoon kreeg: Louis jr. (Gent, 17 februari 1827-7 april 1884), die eveneens kunstschilder werd.

## Levensloop

### Waasten en Gent
Zijn artistieke opleiding kreeg Charles-Louis Verboeckhoven bij zijn vader en oudere broer Eugène, eerst te Waasten en van 1815 te Gent, waarnaar het gezin was verhuisd. Verboeckhoven koos bijna onmiddellijk voor de marineschilderkunst en havengezichten, een in die tijd wat verwaarloosde discipline in België. In die specialisatie waren toen enkel Frans Balthasar Solvyns (1760-1820), Jean-Baptiste Tency en Dominique de Bast actief. Het kan niet anders of zijn vroegste oeuvre volgde hun traditie.

### Brussel
Van 1827 af was Verboeckhoven te Brussel gevestigd, aanvankelijk in de Terarkenstraat, samen met zijn vader en zijn broer. In dat jaar stelde hij twee marines tentoon in het Brusselse Salon, een “Woeste zee” en een “Kalme zee”. Van meet af aan werden Verboeckhovens marines zeer gezocht door verzamelaars. In 1830 schoof de belangstelling voor de kunst enigszins naar de achtergrond gezien de politieke verwikkelingen die tot de onafhankelijkheid van België leidden.

### Revolutionair intermezzo
Net als zijn broer Eugène speelde Louis een zeer actieve rol in de gebeurtenissen van 1830. Hij behoorde tot het Jagerskorps van Chasteler en was ingelijfd bij de artilleriesectie van het vrijkorps van Brugge. Dat korps boorde twee Nederlandse kanonneerboten in de grond. Na de revolutie hervatte Louis net als Eugène vlug zijn artistieke activiteiten, want er zijn schilderijen daterend uit 1831 bekend.

### En verder een rustige carrière
Over zijn kunstcarrière valt er feitelijk maar weinig markants te vertellen: succesrijke deelnemingen aan de “Driejaarlijkse Salons” van Brussel, Gent en Antwerpen, aan de meer bescheiden Salons in de provinciesteden en aan de voornaamste kunsttentoonstellingen in het buitenland. Deze elk jaar opnieuw terugkerende evenementen noopten Verboeckhoven tot een intense, bijna seriematige productie, waarvoor vele reisjes naar Nederlandse, Franse en Engelse kustplaatsen de nodige inspiratie leverden.
Blijkens de catalogus van het Salon 1834 in Antwerpen woonde hij toen in de Verdugadinstraat 19 te Boom.
In het Salon 1837 te Antwerpen toonde Verboeckhoven twee marines: “Woelige zee” en “Vloed nabij Vlissingen”. Als adres vermeldde de catalogus het Maritiem College nr. 1429 in de Antwerpse haven.
Het jaar erop woonde Verboeckhoven echter weer te Brussel in de Oude Schaarbeekse Steenweg 202.

## Tentoonstellingen
- Tentoonstelling van Levende Meesters 1825, Haarlem : “Strandgezicht met schepen”, “Woelend water”
- Salon 1826, Cambrai : “Marine”, “Schipbreuk”
- Tentoonstelling van Levende Meesters 1826, Amsterdam : “Strandgezicht met ge ankerde sloep”, “Stille zee met zeilend beurtschip en andere vaartuigen”, “Stille zee met meerdere vissers- en andere vaartuigen”
- Salon 1827, Douai : “Kalme zee met sloep voor anker en een yacht. Vissers schikken hun vangst op de oever”, “Onstuimige zee met een beurtschip onder zeil”
- Tentoonstelling van Levende Meesters 1828, Amsterdam : “Stille zee bij Vlissingen”, “Woelend water”, “Woelend water met twee zeilende hengsten”, “Een gaffelschip voor anker”
- Salon 1828, Cambrai : “Bewogen zee met vissersboot en andere vaartuigen. Gezicht in de omgeving van Wisch-Capel”, “Marine”
- Salon 1833, Valenciennes : “Marine”, “Marine. Figuren door Eugène Verboeckhoven”
- Salon 1834, Antwerpen : “Woelige zee”.
- Salon 1834, Lille : “Marine. Boten voor anker drogen hun zeilen”
- Salon 1836, Cambrai : “Licht bewogen ze met een schoenerbrik voor anker die de zeilen droogt in het zicht van Vlissingen”,
- Salon 1837, Douai : “Een door het opkomend tij lichtbewogen zee. Vissers drogen hun zeilen op het strand in het zicht van Westkapelle”
- Salon 1838, Gent : "Lichtbewogen zee met een schoenerbrik van de koopvaardij die een loods aan boord heeft genomen”.
- Salon 1838, Cambrai : “Marine. Ondergaande zon”
- Salon 1838, Arras : “Een Hannoverianse schoener van de handelsvaart neemt een loods aan boord in zicht van het land. Licht bewogen zee”.
- Tentoonstelling van Levende Meesters 1841, Amsterdam : “Marine”, “Strandgezicht met figuren door P.F. Le Roy”
- Tentoonstelling van Levende Meesters 1841, Den Haag : “Woelende zee met een schoener”
- Tentoonstelling van Levende Meesters 1842, Amsterdam : “Een stil water”
- Tentoonstelling van Levende Meesters 1843, Den Haag : “Een onstuimige zee”
- Salon 1848, Brussel : “Vissersboten voor anker, hun zeilen drogend” en “Vissersboten bij het Fort van Lillo”
- Salon 1851,Antwerpen : “Haven van Antwerpen”
- Salon 1857, Antwerpen :“Een galjoot voor anker wordt zeilklaar gemaakt”

Later vinden we Verboeckhoven hoe langer hoe minder terug in de tentoonstellingscatalogi. Zo eigenaardig is dat niet, gezien het feit dat hij een gevestigde waarde vertegenwoordigde als marineschilder en dat hij overal voldoende afnemers vond voor zijn werken. Het massaal schilderen van stereotype werkjes, veelal voor export bestemd, was trouwens een lucratieve bezigheid waartoe Verboeckhoven zich net als honderden van zijn collega’s liet bekoren.

## Oeuvre en stijl
Louis Verboeckhovens werken bleven tot omstreeks 1842 uitgesproken romantisch. Dat kwam tot uiting in de gekunsteldheid van de compositie, in het gevoelige, lumineuze coloriet, de kunstmatig aandoende belichting, het anekdotische-pittoresk karakter en vooral de gladde, verzorgde afwerking. Maar de romantische thematiek bij uitstek, zoals stormen en schipbreuktaferelen, behandelde Verboeckhoven echter heel zelden. Alle boven opgesomde kwaliteiten zijn terug te vinden in bijvoorbeeld het schilderij “Opkomend tij met Engelse brik” (Antwerpen, Kon. Musea Schone Kunsten – bruikleen Nat. Scheepvaartmuseum). Dat werk werd in 1839 door de verzamelaar Karel van den Hecke bij de kunstenaar aangekocht voor 2.500 frank. Op genoemd schilderij verzorgde Eugène Verboeckhoven de figuren op het voorplan. Eugène stoffeerde wel meer de marines van zijn broer, zoals hij dit trouwens ook deed voor andere schilders zoals Jean-Baptiste De Jonghe, van Pieter-Frans De Noter, Barend Cornelis Koekkoek, Édouard Delvaux, Louis-Pierre Verwee en Johann Bernard. Klombeck.

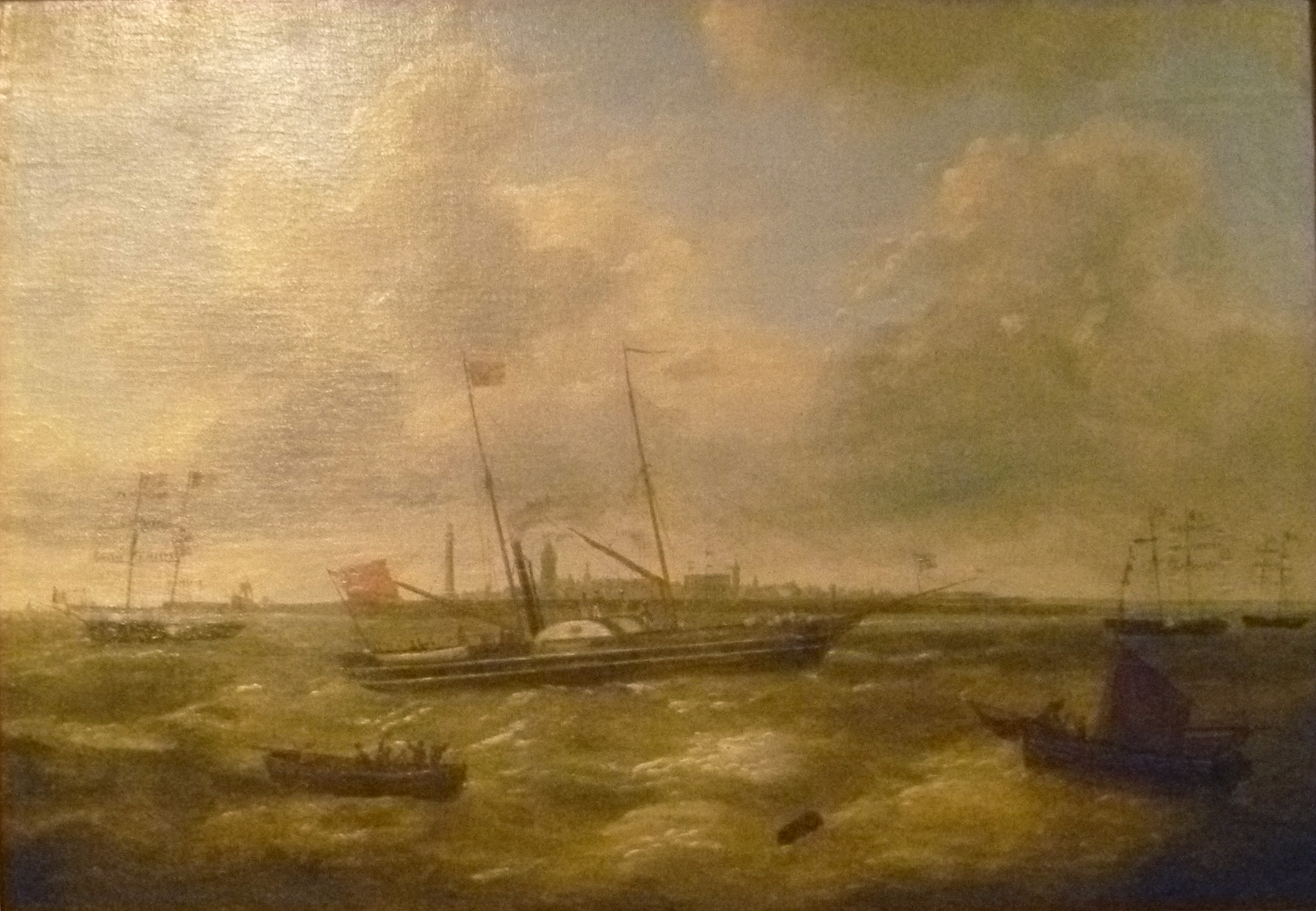
"Aankomst van het zeiljacht van koningin Victoria in Oostende, 1843"

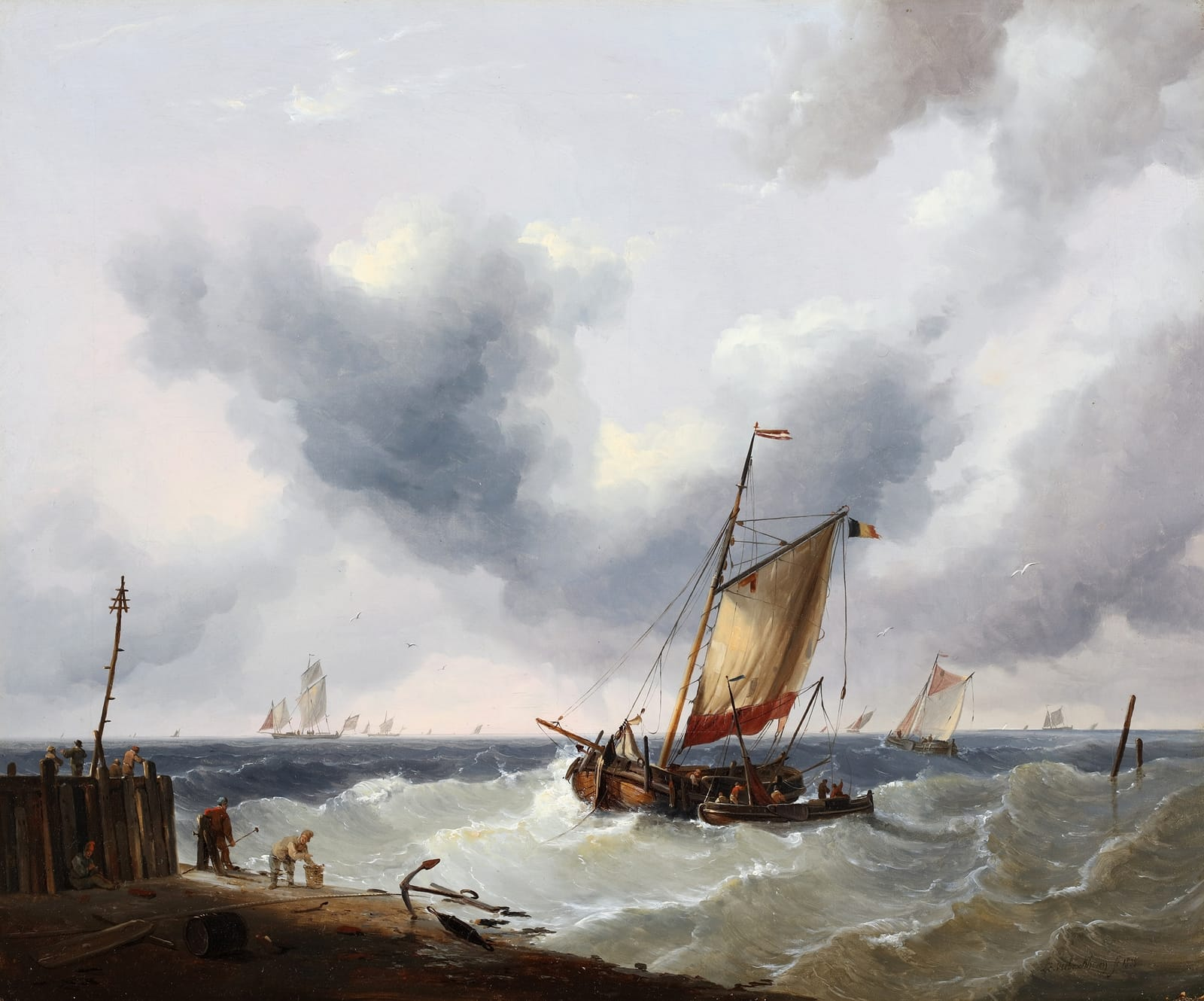
Schepen nabij de kust (1835) (Duitse collectie)

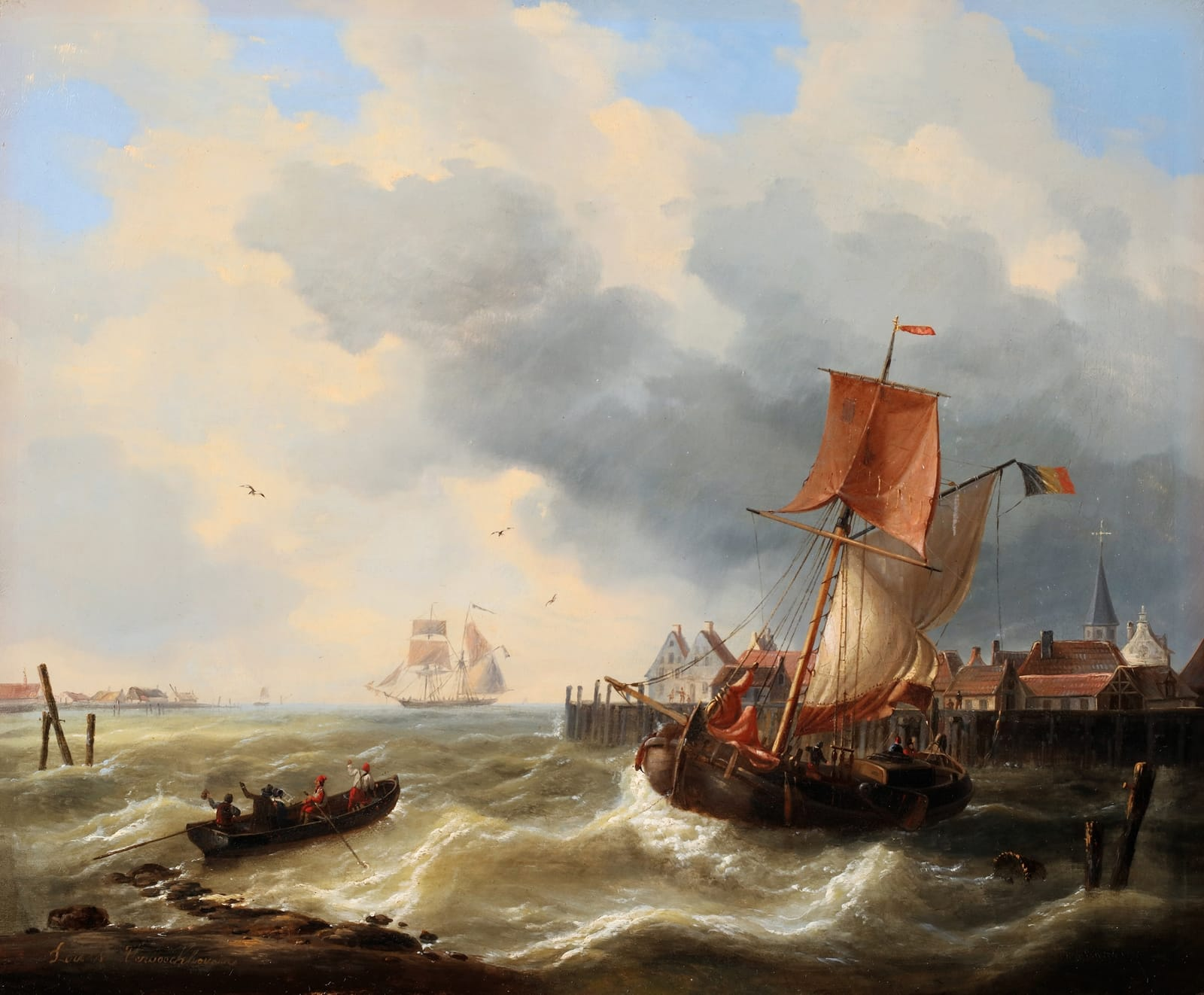
Schepen die de haven verlaten (Franse collectie)

Omstreeks 1842 kwam er een markante kentering in Verboeckhovens stijl. Van dan af schilderde hij iets helderder en realistischer.
Ter wille van hun betrekkelijke topografische nauwkeurigheid hebben talrijke marines van nà 1842 dan ook een grote documentaire waarde. Voorbeelden van Verboeckhovens tweede stijl zijn schilderijen als “Aankomst van Queen Victoria te Oostende in 1843” (Oostende, Kunstmuseum aan Zee) en de twee doeken in het Brusselse Salon 1845 getoond: “Kalme zee; Belgische voorposten in zicht van Lillo en Liefkenshoek” en “Woelige zee: gezicht nabij Vlissingen”. Het schilderij “Belgische voorposten…” was trouwens een officiële regeringsbestelling. Vele van die schilderijen stellen kleine haventjes langs de Schelde voor, vaak al lang verdwenen en vergeten en nu nog moeilijk te identificeren.
De internationale waardering die Charles-Louis Verboeckhoven genoot, uitte zich in de onderscheidingen die hem te Brussel, Cambrai, Arras en Rijsel werden toegekend, en in zijn aanstelling tot lid van de Amsterdamse Academie.

## Musea
- Aken (‘Aachen’)
- Antwerpen, Koninklijk Museum voor Schone Kunsten
- Brugge, Groeningemuseum
- Brussel, Koninklijke Musea voor Schone Kunsten van België
- Cambrai (de werken die destijds tot de collectie behoren zijn verdwenen)
- Cherbourg
- La Fère
- Leipzig
- Luik, Musée d’Art Moderne (Schepen op de Hollandse Kust)
- Oostende, Mu.ZEE (Kunstmuseum aan Zee)
- Brussel, Koninklijke Verzameling

## Iconografie
- Van Charles-Louis Verboeckhoven bestaat er een portret in olieverf door H. De Coene. Verboeckhoven is voor een zeedecor ten voeten uit weergegeven in het uniform van Jager van Chasteler (Brussel, Stadsarchief).
- Portretlitho door Baugniet